# Радислав Јевтовић
Радисав (Милоша) Јевтовић (Суви До, 1883 — 28. децембар 1916) био је српски ратник. Носилац је Карађорђеве звезде са мачевима.

## Биографија
Рођен је 1883. године Сувом Долу, срез прокуповачки, од оца Милоша и мајке Марије досељених из околине Сјенице. Радисав је био један од ветерана Гвозденог пука у којем је ратовао од 1912. године до погибије на Солунском фронту 28. 12. 1916. године.
О његовом јунаштву говори се у похвалној наредби команданта Моравске дивизије бр.1012 од 6. 4. 1917. године. Радисав је посмртно одликован Сребрним војничким оредном КЗ са мачевима. Када је погинуо имао је 33 године.